# Никола Ілієвський
Никола Ілієвський (мак. Никола Илиевски - Џиџи; нар. 9 квітня 1962, Скоп'є, СР Македонія) — югославський футболіст, виступав на позиції півзахисника, по завершенні кар'єри — футбольний тренер. З 2021 року очолює тренерський штаб «Вардара».

## Клубна кар'єра
Народився в Скоп'є. Виступав за югославські клуби «Охрид», «Вардар», «Работнічкі», «Приштина» та «Раднички» (Пирот), а також за грецьку «Касторію».

## Кар'єра тренера
По завершенні кар'єри гравця отримав тренерський диплом по завершенні навчання на факультеті фізичної культури Белградського університету. Тренував клуби «Работнічкі», «Куманово», «Металург» (Скоп'є), «Саса», «Беласиця», «Люботен», «Рудар» (Пробиштип), «Скоп'є», «Цельє» та «Побєда». Потім очолював молодіжну збірну Македонії. З 2002 по 2003 рік тренував національну збірну Македонії, яку не зумів вивести на Євро 2004. На тренерському містку «Побєди» вивів команду до Кубку УЄФА 2000 року (у першому раунді цього турніру македонці поступилися «Пармі») та виграв Першу лігу Македонії 2003/04. У 2008 році очолював румунський «Римніку-Вилча», у 2009 році — «Металург» (Скоп'є), а в 2010—2011 роках — албанський «Бюліс» (Балш). 
З червня по грудень 2011 року тренував молодіжну та національну збірну Бангладешу. У січні 2013 року, після звільнення Благоя Мілевського, Ілієвський був призначений новим головним тренером «Вардару», хоча ним ще раніше цікавився найпринциповіший суперник команди — «Пелістер». Проте вже 13 квітня, після поразки в «одвічному дербі Македонії» від «Пелістера», Николу відправили у відставку, офіційна причина — через низьку результативність у чемпіонаті.
У січні 2015 року очолив «Персиджаб» (Джепара). З 2018 по 2019 рік тренував «Ренову», після чого працював з «Кадино».
2021 року удруге став головним тренером «Вардара».

## Досягнення

### Як тренера
«Побєда»
- Перша ліга Македонії
  -  Чемпіон (1): 2003/04

- Кубок Македонії
  -  Володар (1): 2001/02

«Цельє»
- Кубок Словенії
  -  Фіналіст (1): 2005/06

## Статистика тренера
| Команда        | Нац.      | З              | По             | Іг | В | Н | П | ЗМ | ПМ | %П    |
| -------------- | --------- | -------------- | -------------- | -- | - | - | - | -- | -- | ----- |
| Бангладеш      | Бангладеш | 15 червня 2011 | 20 грудня 2011 | 7  | 2 | 2 | 3 | 6  | 8  | 28,57 |
| Бангладеш U-20 | Бангладеш | 15 червня 2011 | 20 грудня 2011 | 4  | 1 | 0 | 3 | 3  | 11 | 25,00 |

Іг – зіграних матчів
В – Виграних матчів
Н – Нічийних матчів
П – Програних матчів
ЗМ – Забитих м'ячів
ПМ – Пропущених м'ячів

%П – Відсоток виграних матчів